# آلبرت مارت
آلبرت مارت (آلمانی: Albert Marth؛ زاده ۵ مهٔ ۱۸۲۸ - درگذشته ۵ اوت ۱۸۹۷) یک ستاره‌شناس اهل آلمان بود.